# Златина (село)
Златина (болг. Златина) — село в Болгарии. Находится в Варненской области, входит в общину Провадия. Население составляет 201 человек.

## Политическая ситуация
В местном кметстве Златина, в состав которого входит Златина, должность кмета (старосты) исполняет Йордан Иванов Стоянов (Болгарская социалистическая партия (БСП)) по результатам выборов.
Кмет (мэр) общины Провадия — Георги Стоянов Янев (ДНГ) по результатам выборов.